# جوزپه موروسی
جوزپه موروسی (انگلیسی: Giuseppe Morosi؛ زادهٔ ۱۲ فوریهٔ ۱۹۴۲) بازیکن فوتبال اهل ایتالیا است.
از باشگاه‌هایی که در آن بازی کرده‌است می‌توان به باشگاه فوتبال اینتر میلان، باشگاه فوتبال رجانا، و باشگاه فوتبال سالرنیتانا اشاره کرد.